# Copa del Món de Rugbi de 1995
La Copa del Món de Rugbi de 1995 fou la tercera edició de la Copa del Món de Rugbi. Es va organitzar a Sud-àfrica, i el títol va anar a parar a les vitrines dels Springboks. Fou la primera Copa del Món de Rugbi en la qual totes les seus estaven al mateix país.
La Copa del Món va ser el primer gran esdeveniment esportiu que tindrà lloc a Sud-àfrica després de la fi de l'apartheid. També va ser la primera Copa del Món en què Sud-àfrica se li va permetre competir; la International Rugby Football Board (IRFB, posteriorment IRB i ara World Rugby), ja havia readmès internacional l'equip sud-africà l'any 1992, arran de l'inici de les negociacions per posar fi a l'apartheid.
Aquesta edició de la Copa Mundial fou la darrera de l'era amateur, ja que la IRB iniciaria poc després la professionalització de l'esport de la pilota oval. A la final, que es va celebrar a l'Ellis Park de Johannesburg el 24 de juny, Sud-àfrica va derrotar a Nova Zelanda per 15-12, amb un drop de Joel Stransky en la pròrroga del partit. Després de la victòria de Sud-àfrica, Nelson Mandela, president de Sud-àfrica i vestit amb la samarreta de selecció sud-Àfricana, va entregar la Copa Webb Ellis al capità sud-africà François Pienaar. La participació de Mandela i Pienaar's en el desenvolupament de la copa del món és tractat al llibre de John Carlin Playing the Enemy: Nelson Mandela and the Game That Made a Nation, i l'adaptació cinematogràfica Invictus de l'any 2009, així com el reportatge de la ESPN TV The 16th Man el 2010.

## Classificació
| Àfrica                                | Amèrica                        | Europa                                                                                                  | Oceania/Àsia                                                       |
| ------------------------------------- | ------------------------------ | --- | ------------------------------------------------------------------ |
| - Costa d'Ivori (Àfrica) - Sud-àfrica | - Argentina (Amèrica) - Canadà | - Anglaterra - França - Irlanda - Itàlia (Europa 2) - Romania (Europa 3) - Escòcia - Gal·les (Europa 1) | - Austràlia - Nova Zelanda - Tonga (Oceània) - Samoa - Japó (Àsia) |

Els 8 quart-finalistes de la Copa del Món de Rugbi de 1991 es classificaren automàticament, igual que Sud-àfrica com a amfitriona. Les restants 16 places disponibles foren atorgades en funció del territori continental. Entra les seleccions que van haver de passar aquesta qualificació hi figurava la selecció gal·lesa (participant del Torneig de les Cinc Nacions) que fou eliminada a la fase de grups de l'anterior edició mundialista.

## Estadis

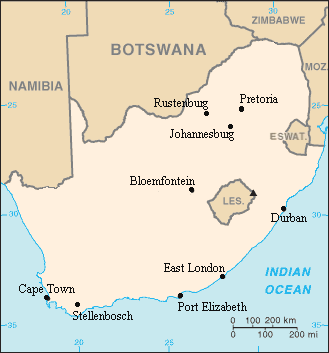
Localitzacions

El torneig de 1995 fou la primera Copa del Món de Rugbi que es va celebrar en un sol país, i per tant, tots els partits es van disputar dins de les fronteres sud-africanes. En total, es van utilitzar nou estadis per a la Copa del Món, la major part de propietat municipal i amb condicionament de la instal·lació abans del torneig.
Hi havia, dins la idea original de l'organització, partits programats per jugar-se a Brakpan, Germiston, Pietermaritzburg i Witbank, però aquests estadis van ser reassignats a altres llocs. Això va reduir el nombre de seus de 14 a 9. Les raons esmentades per a aquest canvi tenia a veure amb les instal·lacions per a la premsa i espectadors, així com la seguretat.
Les seus es van distribuir de la següent forma:
- Grup 1: Ciutat del Cap, Port Elizabeth i Stellenbosch
- Grup 2: Durban i East London
- Grup 3: Johannesburg i Bloemfontein
- Grup 4: Pretoria i Rustenburg

| Ciutat         | Estadi               | Capacitat (aprox.) |
| -------------- | -------------------- | ------------------ |
| Johannesburg   | Ellis Park           | 63,000             |
| Pretoria       | Loftus Versfeld      | 50,000             |
| Ciutat del Cap | Newlands             | 50,000             |
| Durban         | Kings Park Stadium   | 50,000             |
| Port Elizabeth | Boet Erasmus Stadium | 38,950             |
| Bloemfontein   | Free State Stadium   | 40,000             |
| Rustenburg     | Olympia Park         | 30,000             |
| East London    | Basil Kenyon Stadium | 22,000             |
| Stellenbosch   | Danie Craven Stadium | 16,000             |

## Sistema de torneig

### Fase de grups

#### Grups
Les 16 seleccions foren dividides en 4 grups. Els dos primers de cada accedien a la següent fase. Després d'un sorteig, la distribució dels grups fou la següent.
| Grup A                                      | Grup B                                    | Grup C                                    | Grup D                                     |
| ------------------------------------------- | ----------------------------------------- | ----------------------------------------- | ------------------------------------------ |
| Sud-àfrica · Austràlia · Romania · Canadà · | Anglaterra · Samoa · Itàlia · Argentina · | Nova Zelanda · Irlanda · Gal·les · Japó · | França · Escòcia · Tonga · Costa d'Ivori · |

#### Sistema de Puntuació
El sistema de puntuació va variar lleugerament del sistema utilitzat a l'anterior edició de la copa del món. En aquest cas es va seguir la següent reglamentació:
- 3 punts per victòria
- 2 punts per empat
- 1 punt per jugar

### Fase final
La fase final constava de quarts de final, on s'enfrontaven un primer de grup contra un següent a partit únic. El vencedor accedia a la final. El mateix passava amb les semifinals i la final, on el guanyador seria el campió del torneig.

## Fase de Grups

### Grup A
| Team       | P | W | D | L | PF | PA | Pts |
| ---------- | - | - | - | - | -- | -- | --- |
| Sud-àfrica | 3 | 3 | 0 | 0 | 68 | 26 | 9   |
| Austràlia  | 3 | 2 | 0 | 1 | 87 | 41 | 7   |
| Canadà     | 3 | 1 | 0 | 2 | 45 | 50 | 5   |
| Romania    | 3 | 0 | 0 | 3 | 14 | 97 | 3   |

| Sud-àfrica                                                                   | 27–18 (14-13) | Austràlia                                             | 25 de maig de 1995 - Newlands, Ciutat del Cap Assistència: 51 000 espectadors Àrbitre: Derek Bevan (Gal·les) |
| Assaigs: Hendriks, Stransky c Con: Stransky Pen: Stransky (4) Drop: Stransky |               | Assaigs: Lynagh c, Kearns Con: Lynagh Pen: Lynagh (2) | 25 de maig de 1995 - Newlands, Ciutat del Cap Assistència: 51 000 espectadors Àrbitre: Derek Bevan (Gal·les) |

| Canadà                                                                      | 34–3 (11-3) | Romania        | 26 de maig de 1995 - Boet Erasmus Stadium, Port Elizabeth Assistència: 18 000 espectadors Àrbitre: Colin Hawke (Nova Zelanda) |
| Assaigs: Snow, Charron c, McKenzie c Con: Rees (2) Pen: Rees (4) Drop: Rees |             | Pen: Nichitean | 26 de maig de 1995 - Boet Erasmus Stadium, Port Elizabeth Assistència: 18 000 espectadors Àrbitre: Colin Hawke (Nova Zelanda) |

| Sud-àfrica                                         | 21–8 (8-0) | Romania                          | 30 de maig de 1995 - Newlands, Ciutat del Cap Assistència: 45 000 espectadors Àrbitre: Ken McCartney (Escòcia) |
| Assaigs: Richter (2) Con: Johnson Pen: Johnson (3) |            | Assaigs: Guranescu Pen: Ivancuic | 30 de maig de 1995 - Newlands, Ciutat del Cap Assistència: 45 000 espectadors Àrbitre: Ken McCartney (Escòcia) |

| Austràlia                                                         | 27–11 (20-6) | Canadà                         | 31 de maig de 1995 - Boet Erasmus Stadium, Port Elizabeth Assistència: 16 000 espectadors Àrbitre: Patrick Robin (França) |
| Assaigs: Lynagh, Tamanivalu, Roff Con: Lynagh (3) Pen: Lynagh (2) |              | Assaigs: Charron Pen: Rees (2) | 31 de maig de 1995 - Boet Erasmus Stadium, Port Elizabeth Assistència: 16 000 espectadors Àrbitre: Patrick Robin (França) |

| Austràlia                                                                | 42–3 (14-3) | Romania       | 3 de juny de 1995 - Danie Craven Stadium, Stellenbosch Assistència: 15 542 espectadors Àrbitre: Naoki Saito (Japó) |
| Assaigs: Smith, Wilson, Roff (2), Foley, Burke Con: Burke (2), Eales (4) |             | Pen: Ivancuic | 3 de juny de 1995 - Danie Craven Stadium, Stellenbosch Assistència: 15 542 espectadors Àrbitre: Naoki Saito (Japó) |

| Sud-àfrica                                               | 20–0 (17-0) | Canadà | 3 de juny de 1995 - Boet Erasmus Stadium, Port Elizabeth Assistència: 31 000 espectadors Àrbitre: David McHugh (Irlanda) |
| Assaigs: Richter (2) Con: Stransky (2) Pen: Stransky (2) |             |        | 3 de juny de 1995 - Boet Erasmus Stadium, Port Elizabeth Assistència: 31 000 espectadors Àrbitre: David McHugh (Irlanda) |

### Grup B
| Equip      | J | G | E | P | PF | PC | Pts |
| ---------- | - | - | - | - | -- | -- | --- |
| Anglaterra | 3 | 3 | 0 | 0 | 95 | 60 | 9   |
| Samoa      | 3 | 2 | 0 | 1 | 96 | 88 | 7   |
| Itàlia     | 3 | 1 | 0 | 2 | 69 | 94 | 5   |
| Argentina  | 3 | 0 | 0 | 3 | 69 | 87 | 3   |

| Itàlia                                                                         | 18–42 (11-12) | Samoa                                                                           | 27 de maig de 1995 - Basil Kenyon Stadium, East London Assistència: 7 868 espectadors Àrbitre: Joël Dume (França) |
| Assaigs: Vaccari, Cuttitta Con: Dominguez Pen: (1/4) Dominguez Drop: Dominguez |               | Assaigs: Lima (2), Harder (3), Kellet, Tatupu Con: Kellet (2/4) Pen: Kellet (1) | 27 de maig de 1995 - Basil Kenyon Stadium, East London Assistència: 7 868 espectadors Àrbitre: Joël Dume (França) |

| Argentina                                            | 18–24 (0-12) | Anglaterra                       | 27 de maig de 1995 - Kings Park Stadium, Durban Assistència: 35 000 espectadors Àrbitre: Jim Fleming (Escòcia) |
| Assaigs: Arbizu, Noriega Con: Arbizu Pen: Arbizu (2) |              | Pen: Andrew (6) Drop: Andrew (2) | 27 de maig de 1995 - Kings Park Stadium, Durban Assistència: 35 000 espectadors Àrbitre: Jim Fleming (Escòcia) |

| Samoa                                                      | 26–32 (16-10) | Argentina                                                          | 30 de maig de 1995 - Basil Kenyon Stadium, East London Assistència: 7 950 espectadors Àrbitre: David Bishop (Nova Zelanda) |
| Assaigs: Lam, Leaupepe, Harder Con: Kellet Pen: Kellet (5) |               | Assaigs: Assaig de Càstig, Crexell Con: Cilley (2) Pen: Cilley (4) | 30 de maig de 1995 - Basil Kenyon Stadium, East London Assistència: 7 950 espectadors Àrbitre: David Bishop (Nova Zelanda) |

| Anglaterra                                                      | 27–20 (16-10) | Itàlia                                                           | 31 de maig de 1995 - Kings Park Stadium, Durban Assistència: 45 093 espectadors Àrbitre: Stephen Hilditch (Irlanda) |
| Assaigs: R. Underwood, T. Underwood Con: Andrew Pen: Andrew (5) |               | Assaigs: Cuttitta, Vaccari Con: Dominguez (2) Pen: Dominguez (2) | 31 de maig de 1995 - Kings Park Stadium, Durban Assistència: 45 093 espectadors Àrbitre: Stephen Hilditch (Irlanda) |

| Argentina                                               | 25–31 (12-12) | Itàlia                                                                    | 4 de juny de 1995 - Basil Kenyon Stadium, East London Assistència: 7 571 espectadors Àrbitre: Clayton Thomas (Gal·les) |
| Assaigs: Corral, Martin, Cilley Con: Cilley Pen: Cilley |               | Assaigs: Vaccari, Gerosa, Dominguez Con: Dominguez (2) Pen: Dominguez (4) | 4 de juny de 1995 - Basil Kenyon Stadium, East London Assistència: 7 571 espectadors Àrbitre: Clayton Thomas (Gal·les) |

| Anglaterra                                                                                     | 44–22 (21-0) | Samoa                                                        | 4 de juny de 1995 - Kings Park Stadium, Durban Assistència: 35 000 espectadors Àrbitre: Patrick Robin (França) |
| Assaigs: R. Underwood (2), Back, Assaig de Càstig Con: Callard (3) Pen: Callard (5) Drop: Catt |              | Assaigs: Sini (2), Umaga Con: Fa'amasino (2) Pen: Fa'amasino | 4 de juny de 1995 - Kings Park Stadium, Durban Assistència: 35 000 espectadors Àrbitre: Patrick Robin (França) |

### Grup C
| Equip        | J | G | E | P | PF  | PC  | Pts |
| ------------ | - | - | - | - | --- | --- | --- |
| Nova Zelanda | 3 | 3 | 0 | 0 | 222 | 45  | 9   |
| Irlanda      | 3 | 2 | 0 | 1 | 93  | 94  | 7   |
| Gal·les      | 3 | 1 | 0 | 2 | 89  | 68  | 5   |
| Japó         | 3 | 0 | 0 | 3 | 55  | 252 | 3   |

| Japó             | 10–57 | Gal·les                                                                                     | 27 de maig de 1995 - Free State Stadium, Bloemfontein Assistència: 25 000 espectadors Àrbitre: Efrahim Sklar (Argentina) |
| Assaigs: Ota (2) |       | Assaigs: G. Thomas (3), I. Evans (2), Moore, Taylor Con: N. Jenkins (5) Pen: N. Jenkins (4) | 27 de maig de 1995 - Free State Stadium, Bloemfontein Assistència: 25 000 espectadors Àrbitre: Efrahim Sklar (Argentina) |

| Irlanda                                           | 19–43 | Nova Zelanda                                                                    | 27 de maig de 1995 - Ellis Park, Johannesburg Assistència: 38,000 espectadors Àrbitre: Wayne Erickson (Austràlia) |
| Assaigs: Corkery, McBride, Halpin Con: Elwood (2) |       | Assaigs: Lomu (2), Kronfeld, Bunce, Osborne Con: Mehrtens (3) Pen: Mehrtens (4) | 27 de maig de 1995 - Ellis Park, Johannesburg Assistència: 38,000 espectadors Àrbitre: Wayne Erickson (Austràlia) |

| Irlanda                                                                                            | 50–28 | Japó                                                 | 31 de maig de 1995 - Free State Stadium, Bloemfontein Assistència: 15 000 espectadors Àrbitre: Stef Neethling (Sud-àfrica) |
| Assaigs: Francis, Geoghegan, Corkery, Halvey, Hogan, 2 Assaig de Càstigs Con: Burke (6) Pen: Burke |       | Assaigs: Latu, Izawa, Hirao, Takura Con: Yoshida (4) | 31 de maig de 1995 - Free State Stadium, Bloemfontein Assistència: 15 000 espectadors Àrbitre: Stef Neethling (Sud-àfrica) |

| Nova Zelanda                                                                        | 34–9 | Gal·les                              | 31 de maig de 1995 - Ellis Park, Johannesburg Assistència: 45,000 espectadors Àrbitre: Ed Morrison (Anglaterra) |
| Assaigs: Ellis, Little, Kronfeld Con: Mehrtens (2) Pen: Mehrtens (4) Drop: Mehrtens |      | Pen: N. Jenkins (2) Drop: N. Jenkins | 31 de maig de 1995 - Ellis Park, Johannesburg Assistència: 45,000 espectadors Àrbitre: Ed Morrison (Anglaterra) |

| Japó                                              | 17–145 | Nova Zelanda | 4 de juny de 1995 - Free State Stadium, Bloemfontein Assistència: 25,000 espectadors Àrbitre: George Gadjovic (Canadà) |
| Assaigs: Kajihara (2) Con: Hirose (2) Pen: Hirose |        | Assaigs: Ellis (6), Rush (3), Wilson (3), R. Brooke (2), Osborne (2), Loe, Culhane, Henderson, Dowd, Ieremia Con: Culhane (20) | 4 de juny de 1995 - Free State Stadium, Bloemfontein Assistència: 25,000 espectadors Àrbitre: George Gadjovic (Canadà) |

| Irlanda                                                          | 24–23 | Gal·les                                                                            | 4 de juny de 1995 - Ellis Park, Johannesburg Assistència: 40 000 espectadors Àrbitre: Ian Rogers (Sud-àfrica) |
| Assaigs: Halvey, Popplewell, McBride Con: Elwood (3) Pen: Elwood |       | Assaigs: Humphreys, Taylor Con: N. Jenkins (2) Pen: N. Jenkins (2) Drop: A. Davies | 4 de juny de 1995 - Ellis Park, Johannesburg Assistència: 40 000 espectadors Àrbitre: Ian Rogers (Sud-àfrica) |

### Grup D
| Equip         | J | G | E | P | PF  | PC  | Pts |
| ------------- | - | - | - | - | --- | --- | --- |
| França        | 3 | 3 | 0 | 0 | 114 | 47  | 9   |
| Escòcia       | 3 | 2 | 0 | 1 | 149 | 27  | 7   |
| Tonga         | 3 | 1 | 0 | 2 | 44  | 90  | 5   |
| Costa d'Ivori | 3 | 0 | 0 | 3 | 29  | 172 | 3   |

| Costa d'Ivori | 0–89 | Escòcia | 26 de maig de 1995 - Olympia Park, Rustenburg Assistència: 20 000 espectadors Àrbitre: Felise Vito (Samoa Occidental) |
|               |      | Assaigs: G. Hastings (4), Logan (2), Walton (2), Wright, Chalmers, Stanger, Burnell, Shiel Con: G. Hastings (9) Pen: G. Hastings (2) | 26 de maig de 1995 - Olympia Park, Rustenburg Assistència: 20 000 espectadors Àrbitre: Felise Vito (Samoa Occidental) |

| França                                                                                     | 38–10 | Tonga                                             | 26 de maig de 1995 - Loftus Versfeld, Pretoria Assistència: 22 000 espectadors Àrbitre: Steve Lander (Anglaterra) |
| Assaigs: Lacroix (2), Hueber, Saint-André Con: Lacroix (3) Pen: Lacroix (3) Drop: Delaigue |       | Assaigs: Va'enuku Con: Tu'ipulotu Pen: Tu'ipulotu | 26 de maig de 1995 - Loftus Versfeld, Pretoria Assistència: 22 000 espectadors Àrbitre: Steve Lander (Anglaterra) |

| França | 54–18 | Costa d'Ivori                                          | 30 de maig de 1995 - Olympia Park, Rustenburg Assistència: 10 000 espectadors Àrbitre: Han Moon-Soo (Corea del Sud) |
| Assaigs: Lacroix (2), Benazzi, Téchoueyres, Viars, Accoceberry, Saint-André, Costes Con: Deylaud (2), Lacroix (2) Pen: Lacroix (2) |       | Assaigs: Soulama, Camara Con: Kouassi Pen: Kouassi (2) | 30 de maig de 1995 - Olympia Park, Rustenburg Assistència: 10 000 espectadors Àrbitre: Han Moon-Soo (Corea del Sud) |

| Escòcia                                                                         | 41–5 | Tonga              | 30 de maig de 1995 - Loftus Versfeld, Pretoria Assistència: 21 000 espectadors Àrbitre: Barry Leask (Austràlia) |
| Assaigs: S. Hastings, Peters, G. Hastings Con: G. Hastings Pen: G. Hastings (8) |      | Assaigs: Fenukitau | 30 de maig de 1995 - Loftus Versfeld, Pretoria Assistència: 21 000 espectadors Àrbitre: Barry Leask (Austràlia) |

| Costa d'Ivori               | 11–29 | Tonga                                                                    | 3 de juny de 1995 - Olympia Park, Rustenburg Assistència: 15 000 espectadors Àrbitre: Don Reordan (Estats Units) |
| Assaigs: Okou Pen: Dali (2) |       | Assaigs: 'Otai, Tu'ipulotu, Latukefu Con: Tu'ipulotu (3) Pen: Tu'ipulotu | 3 de juny de 1995 - Olympia Park, Rustenburg Assistència: 15 000 espectadors Àrbitre: Don Reordan (Estats Units) |

| França                                         | 22–19 | Escòcia                                                   | 3 de juny de 1995 - Loftus Versfeld, Pretoria Assistència: 39 000 espectadors Àrbitre: Wayne Erickson (Austràlia) |
| Assaigs: Ntamack Con: Lacroix Pen: Lacroix (5) |       | Assaigs: Wainwright Con: G. Hastings Pen: G. Hastings (4) | 3 de juny de 1995 - Loftus Versfeld, Pretoria Assistència: 39 000 espectadors Àrbitre: Wayne Erickson (Austràlia) |

- Durant el partit entre Costa d'Ivori i Tonga l'ala ivorià Max Brito fou placat per diversos jugadors, patint una forta lesió que el va deixar paralitzat.[8]

## Fase final
|  | Quarts de final                         | Quarts de final                       |                                         |            | Semifinals  | Semifinals  |  |  | Final                                     | Final |
|  |                                         |                                       |                                         |            |             |             |  |  |                                           |       |
|  | 10 de juny – Ellis Park, Johannesburg   |                                       |                                         |            |             |             |  |  |                                           |       |
|  |                                         |                                       |                                         |            |             |             |  |  |                                           |       |
|  | Sud-àfrica                              | 42                                    |                                         |            |             |             |  |  |                                           |       |
|  | Sud-àfrica                              | 42                                    | 17 de juny – Kings Park Stadium, Durban |            |             |             |  |  |                                           |       |
|  | Samoa                                   | 14                                    |                                         |            |             |             |  |  |                                           |       |
|  | Samoa                                   | 14                                    | Sud-àfrica                              | 19         |             |             |  |  |                                           |       |
|  | 10 de juny – Kings Park Stadium, Durban |                                       | Sud-àfrica                              | 19         |             |             |  |  |                                           |       |
|  |                                         | França                                | 15                                      |            |             |             |  |  |                                           |       |
|  | França                                  | França                                | 15                                      | 36         |             |             |  |  |                                           |       |
|  | França                                  |                                       | 24 de juny – Ellis Park, Johannesburg   | 36         |             |             |  |  |                                           |       |
|  | Irlanda                                 | 12                                    |                                         |            |             |             |  |  |                                           |       |
|  | Irlanda                                 | 12                                    | Sud-àfrica (pròrroga)                   | 15         |             |             |  |  |                                           |       |
|  | 11 de juny – Newlands, Ciutat del Cap   |                                       | Sud-àfrica (pròrroga)                   | 15         |             |             |  |  |                                           |       |
|  |                                         | Nova Zelanda                          | 12                                      |            |             |             |  |  |                                           |       |
|  | Anglaterra                              | Nova Zelanda                          | 12                                      | 25         |             |             |  |  |                                           |       |
|  | Anglaterra                              | 18 de juny – Newlands, Ciutat del Cap |                                         | 25         |             |             |  |  |                                           |       |
|  | Austràlia                               | 22                                    |                                         |            |             |             |  |  |                                           |       |
|  | Austràlia                               | 22                                    | Anglaterra                              | 29         | Tercer lloc | Tercer lloc |  |  |                                           |       |
|  | 11 de juny – Loftus Versfeld, Pretoria  |                                       | Anglaterra                              | 29         | Tercer lloc | Tercer lloc |  |  |                                           |       |
|  |                                         | Nova Zelanda                          | 45                                      |            |             |             |  |  |                                           |       |
|  | Nova Zelanda                            | Nova Zelanda                          | 45                                      | 48         | França      | 19          |  |  |                                           |       |
|  | Nova Zelanda                            |                                       |                                         | 48         | França      | 19          |  |  |                                           |       |
|  | Escòcia                                 | 30                                    |                                         | Anglaterra | 9           |             |  |  |                                           |       |
|  | Escòcia                                 | 30                                    |                                         |            | 9           |             |  |  |                                           |       |
|  |                                         |                                       |                                         |            |             |             |  |  | 22 de juny de – Loftus Versfeld, Pretoria |       |
|  |                                         |                                       |                                         |            |             |             |  |  |                                           |       |

### Quarts de final
| França                                                      | 36–12 (12-12) | Irlanda         | 10 de juny de 1995 - Kings Park Stadium, Durban Assistència: 20 000 espectadors Àrbitre: Ed Morrison (Anglaterra) |
| Assaigs: Saint-André, Ntamack Con: Lacroix Pen: Lacroix (8) |               | Pen: Elwood (4) | 10 de juny de 1995 - Kings Park Stadium, Durban Assistència: 20 000 espectadors Àrbitre: Ed Morrison (Anglaterra) |

| Sud-àfrica                                                                | 42–14 (23-0) | Samoa                                            | 10 de juny de 1995 - Ellis Park, Johannesburg Assistència: 54 169 espectadors Àrbitre: Jim Fleming (Escòcia) |
| Assaigs: Williams (4), Rossouw, Andrews Con: Johnson (3) Pen: Johnson (2) |              | Assaigs: Tatupu, Nu'uali'itia Con: Fa'amasin (2) | 10 de juny de 1995 - Ellis Park, Johannesburg Assistència: 54 169 espectadors Àrbitre: Jim Fleming (Escòcia) |

| Anglaterra                                                     | 25–22 (13-6)       | Austràlia                                  | 11 de juny de 1995 - Newlands, Ciutat del Cap Assistència: 35 448 espectadors Àrbitre: David Bishop (Nova Zelanda) |
| Assaigs: T. Underwood Con: Andrew Pen: Andrew (5) Drop: Andrew | [Fitxa del partit] | Assaigs: Smith Con: Lynagh Pen: Lynagh (5) | 11 de juny de 1995 - Newlands, Ciutat del Cap Assistència: 35 448 espectadors Àrbitre: David Bishop (Nova Zelanda) |

| Nova Zelanda                                                                                | 48–30 small>(17-9) | Escòcia                                                                  | 11 de juny de 1995 - Loftus Versfeld, Pretoria Assistència: 28,000 espectadors Àrbitre: Derek Bevan (Gal·les) |
| Assaigs: Little (2), Lomu, Mehrtens, Bunce, Fitzpatrick Con: Mehrtens (6) Pen: Mehrtens (2) |                    | Assaigs: Weir (2), S. Hastings Con: G. Hastings (3) Pen: G. Hastings (3) | 11 de juny de 1995 - Loftus Versfeld, Pretoria Assistència: 28,000 espectadors Àrbitre: Derek Bevan (Gal·les) |

### Semi-finals
| Sud-àfrica                                      | 19–15 | França           | 17 de juny de 1995 - Kings Park Stadium, Durban Assistència: 49 773 espectadors Àrbitre: Derek Bevan (Gal·les) |
| Assaigs: Kruger Con: Stransky Pen: Stransky (4) |       | Pen: Lacroix (5) | 17 de juny de 1995 - Kings Park Stadium, Durban Assistència: 49 773 espectadors Àrbitre: Derek Bevan (Gal·les) |

| Anglaterra                                                          | 29–45              | Nova Zelanda                                                                                  | 18 de juny de 1995 - Newlands, Ciutat del Cap Assistència: 43 414 espectadors Àrbitre: Stephen Hilditch (Irlanda) |
| Assaigs: Carling (2), R. Underwood (2), Con: Andrew (3) Pen: Andrew | [Fitxa del partit] | Assaigs: Lomu (4), Kronfeld, Bachop Con: Mehrtens (3) Pen: Mehrtens Drop: Z. Brooke, Mehrtens | 18 de juny de 1995 - Newlands, Ciutat del Cap Assistència: 43 414 espectadors Àrbitre: Stephen Hilditch (Irlanda) |

### 3r i 4t Lloc
| França                                            | 19–9 | Anglaterra      | 22 de juny de 1995 - Loftus Versfeld, Pretoria Assistència: 44 000 espectadors Àrbitre: David Bishop (Nova Zelanda) |
| Assaigs: Olivier Roumat, Ntamack Pen: Lacroix (3) |      | Pen: Andrew (3) | 22 de juny de 1995 - Loftus Versfeld, Pretoria Assistència: 44 000 espectadors Àrbitre: David Bishop (Nova Zelanda) |

### Final
| Sud-àfrica                           | 15 – 12 (pròrroga) (9-6, 9-9) | Nova Zelanda                     | 24 de juny de 1995 15:00 UTC+2 - Ellis Park, Johannesburg Assistència: 59 870 espectadors Àrbitre: Ed Morrison (Anglaterra) |
| Pen: Stransky (3) Drop: Stransky (2) | [Fitxa del partit]            | Pen: Mehrtens (3) Drop: Mehrtens | 24 de juny de 1995 15:00 UTC+2 - Ellis Park, Johannesburg Assistència: 59 870 espectadors Àrbitre: Ed Morrison (Anglaterra) |